# Великопольское восстание (1806)
Великопольское восстание (польск. Powstanie wielkopolskie) — восстание поляков против властей Прусского королевства в провинции Южная Пруссия, то есть на землях, отошедших к Пруссии во время Второго раздела Речи Посполитой в 1793 году.
Начало войны между Францией и Пруссией в 1806 году дало жителям Великой Польши надежду на восстановление своей независимости, утраченной в результате разделов Польши. Наполеон, видя выгоды, которые можно было получить от захвата территорий, находящихся позади прусской армии, начал посылать эмиссаров для оценки положения в провинции и настроений общества. 20 сентября он издал приказ о создании  польского легиона из дезертиров из прусской армии. Число добровольцев было настолько велико, что 22 сентября он издал приказ о создании еще одного легиона. Победы Наполеона в битвах при Йене и Ауэрштедте (14 октября 1806 г.) оказали большое влияние на моральный дух как поляков, так и немцев. В Великой Польше дислоцировалось немного прусских войск. При этом они состояли в основном из поляков, призванных в прусскую армию, которые массово дезертировали, особенно в ноябре-декабре.
Для организации диверсии в тылу пруссаков Наполеон выбрал генерала Яна Генрика Домбровского, находившегося тогда в Италии. 22 октября в Дессау состоялась встреча императора и генерала.
6 ноября 1806 года Домбровский и Выбицкий вошли в Познань. Их выход превратился в патриотическую демонстрацию. В тот же день они выступили с обращением к нации, призывая поддержать Наполеона в борьбе с захватчиком. В то же время были созданы провинциальные комиссии, которые взяли на себя управление административным аппаратом, обеспечивая мир в регионе и предотвращая социально-экономические беспорядки. Стали формироваться польские вооружённые силы в Познани, Калише и Конине. 10 ноября произошли столкновения с прусскими войсками под Остшешувом и Кемно, а 13 ноября восстание переместилось в район Серадза.
В это время Домбровский уже проводил мобилизацию в кантональной системе, призывая к оружию одного человека из десяти «дымов» (хуторов), и 3 декабря было объявлено всеобщее восстание. С самого начала как повстанческие отряды, так и войска, состоявшие из рекрутов, назначенных Домбровским, систематически очищали Великую Польшу от прусских войск. Действия распространились и на соседние районы, и в ноябре повстанцы захватили крепость и монастырь Ясная Гора.
В начале января 1807 года эти части насчитывали 23 000 солдат, в том числе 20 000 из департаментов Познани и Калиша. Благодаря наступлению французской армии и занятия ею территории прусской Польши восстание достигло успеха и привело, по итогам Тильзитского мира, к основанию Варшавского герцогства — союзного Франции буферного государства, направленного против Пруссии и России.
Наряду с Великопольским восстанием 1918—1919 годов восстание 1806 года было единственным успешным восстанием в истории Польши против держав, участниц разделов Речи Посполитой.